# Fabrice Tourre
Fabrice Tourre, né le 19 janvier 1979 à Paris, surnommé « Fabulous Fab » est, jusqu'à une plainte de la SEC en 2010 (dans le cadre de la crise des subprimes), un opérateur de marché de nationalité française, spécialisé dans les produits exotiques, à l'origine d'un scandale financier impliquant son employeur Goldman Sachs, et depuis 2023 professeur assistant au département économie et finance du Baruch College, de l'université de la ville de New York

## Biographie
Fils d'un père cadre et d'une mère podologue, ayant grandi au Plessis-Robinson,, Fabrice Tourre est scolarisé au lycée Marie-Curie de Sceaux puis étudie aux lycées Henri-IV et Louis-le-Grand. Après un stage ouvrier dans l'Ohio et un stage de deux mois dans le Groupe Bouygues, il est diplômé en 2001 de l'École centrale Paris. Il part ensuite effectuer un master en recherche opérationnelle à Stanford en 2001, à la suite de quoi il est immédiatement embauché par  Goldman Sachs où il rejoint la division des crédits hypothécaires, dans l'équipe de Jonathan Egol. Il devient, de 2004 à 2007, opérateur de marché en dérivé de crédit exotique (analyste, associate puis vice-président). Il vit alors dans un appartement très onéreux de West Village. D'après la presse américaine, en 2007, ses primes (bonus) lui permettent de gagner deux millions de dollars.
En 2008, Fabrice Tourre est promu executive director au sein de Goldman Sachs International, la filiale londonienne. À partir de mi-avril 2010, à la suite de la plainte de la Securities and Exchange Commission (SEC), sa licence d'opérateur lui est retirée. Il ne travaille plus dans la firme, tout en étant cependant salarié, Goldman Sachs prenant également à sa charge ses frais d'avocat. Il touche ainsi 738 000 dollars en 2010.
Fin 2011, Goldman Sachs le place en congé sans salaire, sans pour autant cesser de prendre en charge ses frais d'avocat.
Après qu'il a signalé dans un message privé, diffusé par les médias, qu'un de ses collègues l'appelle Fabulous Fab (« Fab le Fabuleux »), ce surnom lui est souvent attribué par la presse.
Le 21 mars 2012, la SEC indique que Fabrice Tourre est résident de Kigali, au Rwanda. Pour le New York Times, il y est alors en mission humanitaire : il affirme vouloir améliorer le rendement de la culture de café.
Le 31 janvier 2013, il quitte Goldman Sachs, alors qu'il a commencé un doctorat d'économie à l'université de Chicago,, ville dont il est alors résident.
En 2014, il devient chargé du cours d'« Éléments d'analyse économique » à l'université de Chicago,.
Après l'obtention du doctorat, il rejoint le département d'économie de l'université Northwestern avant d'être nommé professeur assistant au département de finance de l'École de commerce de Copenhaguel en 2018. En 2023, il retourne travailler aux Etats-Unis en tant que professeur assistant à l'école de commerce du Baruch College à New York.

## L'affaire Abacus
Pour les articles homonymes, voir Abacus (homonymie).
En 2005, conjointement avec Jonathan Egol et sur demande du fonds de John Paulson, Paulson & Co, il crée un nouveau CDO, « Abacus », adossé à des CDS sur subprimes, vendu à des investisseurs institutionnels en 25 deals pour un total de 10,9 milliards de dollars (le produit est noté AAA par les agences de notation financière).
Dans le cadre de la crise des subprimes, en cachant leur origine (la volonté du fonds Paulson de jouer la chute des subprimes) derrière le cabinet ACA, la banque propose avec succès la version 2007-AC1 du produit du fonds Paulson à ses clients (IKB, ABN Amro) jusqu'à la mi-2007 alors qu'elle vend ceux qu'elle détient en compte propre à partir de décembre 2006. Abacus perd par la suite 99 % de sa valeur, ce qui provoque en fin 2009 l'ouverture d'une enquête de la Securities and Exchange Commission (SEC) .
Le 16 avril 2010, la SEC annonce une plainte pour fraude contre Goldman Sachs, qui entraîne immédiatement une chute du titre de la banque de 12 % et un recul des marchés. La plainte vise aussi Fabrice Tourre, s'appuyant en particulier sur un email de ce dernier du 23 janvier 2007, en pleine crise, où il prédit l'écroulement et se vante d'être le seul à pouvoir y survivre, et sur un document écrit ensuite par lui, le 26 février, détaillant une vente d'un milliard de dollars du CDO abacus. Selon la plainte de la SEC, il a agi sous l'influence de John Paulson, patron du fonds, qui n'est pas inquiété. Il fait alors la une du site Internet de CNN.
Le 27 avril, Fabrice Tourre et plusieurs dirigeants de Goldman Sachs sont auditionnés par la sous-commission des enquêtes du Sénat des États-Unis durant laquelle il nie les accusations de la SEC. Il explique que Goldman Sachs a lui-même perdu cent millions de dollars sur des positions en lien avec l'opération visée par l'enquête. Le sénateur Ted Kaufman déclare ensuite au Monde : « Il était arrogant et même super arrogant […] Il était du genre : vous n'avez pas le droit de me poser ces questions et j'en sais plus que vous sur ce dossier ».
Le 15 juillet, un accord entre Goldman Sachs et la SEC est révélé : l'abandon des poursuites contre une amende de 550 millions de dollars. Fabrice Tourre est cependant « lâché » par Goldman Sachs et reste seul poursuivi dans l'affaire.
Fabrice Tourre déclare le 19 juillet qu'il s'est « raisonnablement reposé sur les procédures institutionnelles de Goldman Sachs », et que l'ensemble des services compétents de la banque participaient aux opérations.
Le 10 juin 2011, le tribunal fédéral de Manhattan accepte partiellement la plainte, estimant que « Tourre était le principal responsable du produit Abacus et de ses prospectus de vente », et que la SEC a produit suffisamment d'arguments montrant qu'il avait trompé ses clients ; le 22 septembre, Fabrice Tourre fait appel de cette partie de la décision, appel rejeté le 18 octobre.
Le 24 avril 2012, la Cour suprême de New York autorise ACA Financial Guaranty Corporation à poursuivre Goldman Sachs alors que la procédure suivant la plainte de la SEC est toujours en cours, Fabrice Tourre étant soupçonné d'avoir volontairement trompé ce cabinet.
Le procès, où il plaide non coupable après avoir refusé une transaction, s'ouvre le 15 juillet 2013 ; La Tribune le qualifie de « procès le plus emblématique de la crise financière de 2008 ». Sa défense reste financée par Goldman Sachs, mais son supérieur hiérarchique Jonathan Egol (devenu directeur général) et sa subordonnée Gail Kreitman témoignent tous deux en affirmant que Fabrice Tourre était seul aux commandes d'Abacus. Le 1er août, le jury le juge coupable de six chefs d'accusation sur sept, dont celui de fraude boursière. Le 16 décembre, la SEC annonce demander 910 000 dollars d'amende, sans pouvoir demander l'aide de Goldman Sachs, pour finalement obtenir un peu plus de 825 000 dollars le 13 mars 2014.